# Pierre Charles Le Monnier
Pour les articles homonymes, voir Le Monnier.
Pierre Charles Le Monnier (ou Lemonnier), né le 20 novembre 1715 à Paris et mort le 3 avril 1799 à Hérils, commune de Maisons à 5 km de Bayeux, est un astronome français à qui l'on doit d'importants travaux à la fois en astronomie et en géodésie.

## Biographie
Il est le fils du philosophe et mathématicien Pierre Lemonnier. Il devient membre de l'Académie royale des sciences en 1736 et il est professeur au Collège de France à partir de 1746. Il est le premier maître de l'astronome Joseph de Lalande, avec lequel il aura par la suite de vives disputes. Il semble avoir été l'astronome privilégié de Louis XV. À 21 ans, il participe à l'expédition de 1736–1737 en Laponie, dirigée par Pierre Louis Moreau de Maupertuis, pour déterminer si la Terre est un ellipsoïde allongé ou aplati aux pôles. Pour commémorer cette fructueuse expédition, il créa la constellation du Renne, aujourd'hui obsolète. Il devient membre de la Royal Society le 5 avril 1739.
La détermination des changements de la réfraction atmosphérique en été et en hiver et la réforme des tables du Soleil comptent parmi ses contributions majeures à l'astronomie. Il régla sa lunette astronomique grâce au cadran solaire légèrement déclinant de l'après-midi de l'église saint Eustache à Paris dans le premier arrondissement. Ses observations effectuées en 1743 à l'aide d'un gnomon ou plutôt d'une méridienne  en l'église Saint-Sulpice à Paris indiquent, par comparaison avec celles effectuées par Jean-Dominique Cassini à Bologne en 1656, une diminution de l'obliquité de l'écliptique ainsi que de la hauteur polaire à Paris. Le Monnier est reconnu comme un observateur infatigable qui fait progresser la pratique des mesures astronomiques en France. Il participe aussi activement à la diffusion des travaux de ses confrères anglais, notamment John Flamsteed et Isaac Newton. On lui attribue une douzaine d'observations de l'étoile de cinquième grandeur qu'était Uranus avant que celle-ci ne soit officiellement découverte par William Herschel en 1781 et identifiée un peu plus tard comme une planète. L'anecdote voudrait que ses observations aient été négligemment consignées sur le papier d'emballage de sa poudre à perruque. 
En 1935, l'Union astronomique internationale a donné le nom de Le Monnier à un cratère lunaire.
Situé en bordure de la Mer de la Sérénité, le cratère Le Monnier a été exploré en 1973 par le rover Russe Lunokhod 2. Abandonné en panne, il s'y trouve toujours.

## Sa famille
- Son père est Pierre Le Monnier .
- La famille est Normande originaire de Saint-Sever (Calvados)
- Sa fille Renée Françoise Adélaïde Lemonnier (1767-1833) à vingt-cinq ans épousa en 1792 le mathématicien Joseph-Louis Lagrange (1736-1813).
- Sa fille Renée Michelle Lemonnier (1772-1820) à vingt-six ans épousa en 1798 son oncle, Louis Guillaume Le Monnier (1717-1799), alors âgé de 81 ans.
- Sa maîtresse Finnoise-Laponne, Mademoiselle Forsström, qu'il avait rencontré lorsqu'il était malade en Laponie en 1736.
- Son frère Louis Guillaume Le Monnier (1717–1799) s'est également illustré parmi les savants français du XVIIIe siècle.

## Principales publications
- Histoire céleste, 1741.
- Théorie des comètes, 1743.
- Institution astronomique, 1746.
- Loix du magnétisme comparées aux expériences dans les différentes parties du Globe terrestre, pour perfectionner la théorie de l’aimant, & indiquer par-là les courbes magnétiques qu’on cherche à la mer, sur les cartes réduites, par M. Le Monnier... – À Paris, de l’Imprimerie royale, 1776-1778. 2 parties en 1 vol. in-8°, 4 cartes.
- Astronomie nautique lunaire, où l'on traite de la Latitude & de la Longitude en mer, de la Période ou Saros, des parallaxes de la Lune...suivie d'autres Tables des mouvemens du Soleil & des Étoiles fixes, auxquelles la Lune sera comparée dans les voyages de long cours, Paris, Imprimerie Royale, 1771.
- Essai sur les marées, 1774.
- Exposition des moyens les plus faciles de résoudre plusieurs questions dans l'art de la navigation, Paris, Saillant et Nyon, 1772.